# Dirk Uittenbogaard
Dirk Uittenbogaard (8 mei 1990) is een Nederlands roeier.

## Levensloop
Uittenbogaard maakte op de middelbare school kennis met het roeien. Hij ging naar het Amsterdams Lyceum, werd door zijn aardrijkskundeleraar enthousiast gemaakt voor het roeien en werd actief bij de schoolroeivereniging De Drietand (het Amsterdams Lyceum is de enige middelbare school met een eigen roeivereniging). Zijn talent werd opgemerkt door de roeivereniging RV Willem III.
Samen met Daan Brühl won Uittenbogaard in 2006 in de dubbel twee de Coupe de la Jeunesse, het officieuze EK voor junioren. Later wonnen zij, samen met Allard van den Hoven en Freek Robbers brons op het WK junioren in de dubbel vier. Uittenbogaard ontwikkelde zich verder, maar kreeg een grote tegenslag te verwerken toen Brühl in 2010 om het leven kwam door zelfdoding. Op zijn begrafenis beloofde Uittenbogaard zich in te zetten voor hun gemeenschappelijke droom, een olympische gouden medaille..
Na zijn overgang naar de senioren bleef Uittenbogaard successen boeken. In 2011 won hij met de Oude Vier van Nereus de Varsity, en opnieuw in 2012, 2013 en 2014.  In 2014 won hij een wereldbekerwedstrijd in Sydney in de skiff. In de aanloop naar de Olympische Spelen werd een nieuwe Holland Acht geformeerd, waarin Uittenbogaard werd opgenomen. In deze acht won hij een bronzen medaille op de wereldkampioenschappen van 2015 in Aiguebelette. Op de Olympische Spelen van 2016 in Rio de Janeiro behaalde deze acht een bronzen medaille.
In 2019 won Uittenbogaard, samen met Abe Wiersma, Tone Wieten en Koen Metsemakers, op het WK in Linz goud in de dubbel vier. Hetzelfde eremetaal viel hem ten deel tijdens de Europese kampioenschappen in 2019 en 2020. In 2021 werd er in het Italiaanse Varese een zilveren medaille behaald.
Op 28 juli 2021 maakte hij zijn belofte van 10 jaar eerder waar: op de Olympische Zomerspelen 2020 in Tokio won hij met de dubbel vier Olympisch goud, voor de dubbel vier van Australië en Groot-Brittannië.
Uittenbogaard heeft een bachelor scheikunde behaald aan de Universiteit van Amsterdam en studeert voor een master Industrial Ecology aan de Technische Universiteit Delft en Universiteit Leiden.

## Resultaten

### Olympische Zomerspelen
| Jaar | Plaats         | Resultaten        |
| ---- | -------------- | ----------------- |
| 2016 | Rio de Janeiro | in de acht        |
| 2020 | Tokio          | in de dubbel-vier |

### Wereldkampioenschappen roeien
| Jaar | Plaats              | Resultaten            |
| ---- | ------------------- | --------------------- |
| 2013 | Chungju             | 8e in de dubbel-vier  |
| 2014 | Amsterdam           | 14e in de dubbel-twee |
| 2015 | Aiguebelette-le-Lac | in de acht            |
| 2018 | Plovdiv             | 5e in de dubbel-vier  |
| 2019 | Ottensheim          | in de dubbel-vier     |

### Europese kampioenschappen roeien
| Jaar | Plaats                   | Resultaten           |
| ---- | ------------------------ | -------------------- |
| 2014 | Belgrado                 | 5e in de dubbel-twee |
| 2016 | Brandenburg an der Havel | 6e in de acht        |
| 2018 | Glasgow                  | 5e in de dubbel-vier |
| 2019 | Luzern                   | in de dubbel-vier    |
| 2020 | Poznań                   | in de dubbel-vier    |
| 2021 | Varese                   | in de dubbel-vier    |

1976: Wolfgang Güldenpfennig & Rüdiger Reiche & Karl-Heinz Bußert & Michael Wolfgramm ·
1980: Frank Dundr & Carsten Bunk & Uwe Heppner & Martin Winter ·
1984: Albert Hedderich & Raimund Hörmann & Dieter Wiedenmann & Michael Dürsch ·
1988: Agostino Abbagnale & Davide Tizzano & Gianluca Farina & Piero Poli ·
1992: André Willms & Hajek & Steinbach & Stephan Volkert] ·
1996: André Steiner & Stephan Volkert & Andreas Hajek & André Willms ·
2000: Agostino Abbagnale & Alessio Sartori & Rossano Galtarossa & Simone Raineri ·
2004: Nikolai Spinev & Igor Kravtsov & Aleksei Svirin & Sergej Fedorovstev ·
2008: Michał Jeliński & Marek Kolbowicz & Adam Korol & Konrad Wasielewski ·
2012: Karl Schulze & Philipp Wende & Lauritz Schoof & Tim Grohmann ·
2016: Karl Schulze & Philipp Wende & Lauritz Schoof & Hans Gruhne ·
2020: Dirk Uittenbogaard & Abe Wiersma & Tone Wieten & Koen Metsemakers ·
2024: Koen Metsemakers & Tone Wieten & Finn Florijn & Lennart van Lierop
Kaj Hendriks · 
Robert Lücken · 
Boaz Meylink · 
Boudewijn Röell · 
Olivier Siegelaar · 
Dirk Uittenbogaard · 
Mechiel Versluis · 
Tone Wieten · 
Peter Wiersum (stuurman)
Koen Metsemakers · 
Dirk Uittenbogaard · 
Abe Wiersma · 
Tone Wieten